# New Berlin (Illinois)
New Berlin é uma vila localizada no estado americano de Illinois, no Condado de Sangamon.

## Demografia
Segundo o censo americano de 2000, a sua população era de 1030 habitantes.
Em 2006, foi estimada uma população de 1124, um aumento de 94 (9.1%).

## Geografia
De acordo com o United States Census Bureau tem uma área de
2,9 km², dos quais 2,9 km² cobertos por terra e 0,0 km² cobertos por água. New Berlin localiza-se a aproximadamente 196 m acima do nível do mar.

## Localidades na vizinhança
O diagrama seguinte representa as localidades num raio de 20 km ao redor de New Berlin.